# Haley Heynderickx
Haley Heynderickx (født 28. maj 1993) er en amerikansk singer-songwriter fra Portland, Oregon.
Heynderickx debuterede i 2016 med EPen, Fish Eyes. I marts 2018 udgav hun sit første album I Need to Start a Garden, på pladeselskabet Mama Bird Recording Co. Albummet fik en række positive anmeldelser, heriblandt karakteren 7.3 på Pitchfork. NPR Music skrev at albummet var "betagende" og Uproxx kaldte det "en strålende folkemusik debut". I januar 2018, blev hun kåret til "En kunstner man bør se" af Stereogum.
Heynderickx er fra en Filippinsk-Amerikansk familie og voksede op nær Portland, hvor hun lærte at synge i en kirke. Hendes musik inkluderer en fingerspil teknik for akustiske guitarer, inspireret af Leo Kottke og John Fahey samt introspektiv lyrik afbrudt af "godt timede letsindigheder".

## Diskografi
Albums
- I Need to Start a Garden (2. marts, 2018)

EPer
- Unpeeled (Banana Stand) (17. marts, 2017)
- Fish Eyes (29. januar, 2016)